# تلما شونمیکر
تلما  شونمیکر (انگلیسی: Thelma Schoonmaker؛ زادهٔ ۳ ژانویه ۱۹۴۰) تدوین‌گر فیلم آمریکایی است که برای پنج دهه همکاری با کارگردان مارتین اسکورسیزی شناخته شده‌است. در سال ۲۰۱۹ جایزهٔ یک عمر دست‌آورد بفتا فلوشیپ به او اهدا شد.
شونمیکر کار با اسکورسیزی را با نخستین فیلمش چه کسی در اتاقم را می‌زند (۱۹۶۷) آغاز کرد و از زمان گاو خشمگین (۱۹۸۰) همهٔ فیلم‌های او را تدوین کرده‌است. او نه بار نامزد جایزه اسکار بهترین تدوین بوده که سه بار—برای گاو خشمگین، هوانورد (۲۰۰۴)، و رفتگان (۲۰۰۶)—برنده شده‌است.

## زندگی‌نامه

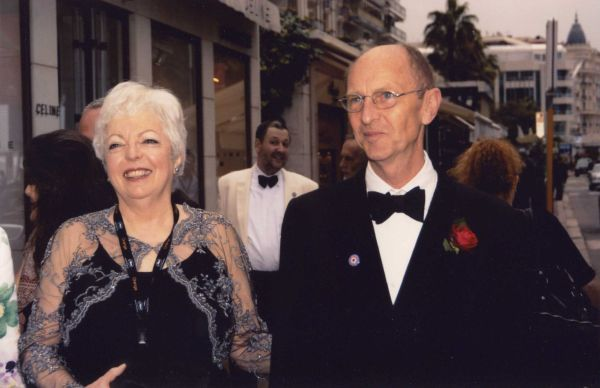
تلما شونمیکر و کلومبا پاول (پسر مایکل پاول) در جشنواره فیلم کن (۲۰۰۹).

پدرش در یک شرکت نفتی کار می‌کرد. هنگام تولد او پدر و مادر آمریکایی‌اش در الجزایر بودند.
او پیش از ورود به حرفه تدوین، دوست داشت دیپلمات شود.
بیش از ۳۵ سال است که او با مارتین اسکورسیزی همکاری می‌کند و پس از فیلم گاو خشمگین تدوین تقریباً همه فیلم‌های بلند و مستند اسکورسیزی را از جمله سلطان کمدی، رنگ پول، آخرین وسوسه مسیح، تنگه وحشت، کازینو، کوندان، دار و دسته‌های نیویورکی، هوانورد، رفتگان و سکوت انجام داده‌است.
شونمیکر، نه بار نامزد دریافت جایزه اسکار بهترین تدوین فیلم شده و سه بار این جایزه را برای تدوین فیلم‌های گاو خشمگین، هوانورد و رفتگان گرفته‌است.

## فیلم‌شناسی
| سال  | عنوان                                                    | کارگردان(ها)                       | توضیحات                |
| ---- | -------------------------------------------------------- | ---------------------------------- | ---------------------- |
| ۱۹۶۷ | چه کسی در اتاقم را می‌زند                                 | مارتین اسکورسیزی                   |                        |
| ۱۹۷۰ | وودستاک                                                  | مایکل ودلی                         | مشترک                  |
| ۱۹۷۹ | بچه‌ها خوب هستند                                          | جف استین                           | فیلم کنسرتی            |
| ۱۹۸۰ | گاو خشمگین                                               | مارتین اسکورسیزی                   |                        |
| ۱۹۸۲ | سلطان کمدی                                               | مارتین اسکورسیزی                   |                        |
| ۱۹۸۵ | پس از ساعات اداری                                        | مارتین اسکورسیزی                   |                        |
| ۱۹۸۶ | رنگ پول                                                  | مارتین اسکورسیزی                   |                        |
| ۱۹۸۷ | مایکل جکسون: بد                                          | مارتین اسکورسیزی                   | فیلم کوتاه             |
| ۱۹۸۸ | آخرین وسوسه مسیح                                         | مارتین اسکورسیزی                   |                        |
| ۱۹۸۹ | داستان‌های نیویورکی                                       | مارتین اسکورسیزی                   | بخش: "درس‌های زندگی"    |
| ۱۹۹۰ | ساخت میلان                                               | مارتین اسکورسیزی                   | فیلم کوتاه مستند       |
| ۱۹۹۰ | رفقای خوب                                                | مارتین اسکورسیزی                   |                        |
| ۱۹۹۱ | تنگه وحشت                                                | مارتین اسکورسیزی                   |                        |
| ۱۹۹۳ | عصر معصومیت                                              | مارتین اسکورسیزی                   |                        |
| ۱۹۹۵ | سفری شخصی با مارتین اسکورسیزی در سرتاسر فیلم‌های آمریکایی | مارتین اسکورسیزی مایکل هنری ویلسون | مستند تدوین‌گر ناظر     |
| ۱۹۹۵ | کازینو                                                   | مارتین اسکورسیزی                   |                        |
| ۱۹۹۶ | رحمت قلب من                                              | الیسون آندرس                       | مشترک                  |
| ۱۹۹۷ | کوندان                                                   | مارتین اسکورسیزی                   |                        |
| ۱۹۹۹ | سفر من به ایتالیا                                        | مارتین اسکورسیزی                   | مستند                  |
| ۱۹۹۹ | احیای مردگان                                             | مارتین اسکورسیزی                   |                        |
| ۲۰۰۲ | دارودسته‌های نیویورکی                                     | مارتین اسکورسیزی                   |                        |
| ۲۰۰۴ | هوانورد                                                  | مارتین اسکورسیزی                   |                        |
| ۲۰۰۶ | رفتگان                                                   | مارتین اسکورسیزی                   |                        |
| ۲۰۰۷ | کلید رزرو                                                | مارتین اسکورسیزی                   | فیلم کوتاه             |
| ۲۰۱۰ | جزیره شاتر                                               | مارتین اسکورسیزی                   |                        |
| ۲۰۱۱ | هوگو                                                     | مارتین اسکورسیزی                   |                        |
| ۲۰۱۳ | گرگ وال استریت                                           | مارتین اسکورسیزی                   |                        |
| ۲۰۱۴ | آموزش رانندگی                                            | ایزابل کوشت                        | مشترک                  |
| ۲۰۱۵ | بمبئی مخملی                                              | آنورانگ کاشیاپ                     | مشترک                  |
| ۲۰۱۶ | نامه‌هایی از بغداد                                        | سابین کراینبول زوا اولبام          | مستند تهیه‌کننده اجرایی |
| ۲۰۱۶ | سکوت                                                     | مارتین اسکورسیزی                   |                        |
| ۲۰۱۷ | آدم‌برفی                                                  | توماس آلفردسون                     | مشترک با کلر سیمپسون   |
| ۲۰۱۹ | مرد ایرلندی                                              | مارتین اسکورسیزی                   |                        |
| ۲۰۲۳ | قاتلان ماه گل                                            | مارتین اسکورسیزی                   |                        |